# Woodcote (Telford and Wrekin)
Woodcote är en ort i civil parish Chetwynd Aston and Woodcote, i distriktet Telford and Wrekin, i Storbritannien. Den ligger i grevskapet Shropshire och riksdelen England, i den södra delen av landet, 200 km nordväst om huvudstaden London. Woodcote ligger 112 meter över havet och antalet invånare är 2 775. Woodcote var en civil parish 1866–1988 när blev den en del av Chetwynd Aston. Civil parish hade 243 invånare år 1961. Byn nämndes i Domedagsboken (Domesday Book) år 1086, och kallades då Udecote.
Terrängen runt Woodcote är platt. Runt Woodcote är det ganska tätbefolkat, med 214 invånare per kvadratkilometer. Närmaste större samhälle är Telford, 10,0 km sydväst om Woodcote. Trakten runt Woodcote består till största delen av jordbruksmark.